# Кошачий глаз (фильм)
«Кошачий глаз» (англ. Cat's Eye) — американский художественный фильм, поставленный режиссёром Льюисом Тигом по мотивам произведений Стивена Кинга.
Фильм объединяет в себе три новеллы, которые достаточно разнятся между собой по жанру. Две из них: «Корпорация „Бросайте Курить“» и «Карниз», написаны Стивеном Кингом для сборника «Ночная смена». Третья, объединяющая новелла «Генерал» написана специально для фильма.
Главным героем фильма является уличный кот, выступающий как свидетель происходящих событий и принимающий в них непосредственное участие.

## В ролях
- Дрю Бэрримор — Аманда
- Джеймс Вудс — Дик Моррисон
- Алан Кинг — доктор Винни Донати
- Кэнди Кларк — Синди
- Роберт Хейз — Джонни Норрис
- Кеннет МакМиллан — Кресснер, мафиози

## Сюжет
Пролог
Уличный кот гуляет по улице. Когда он проходит мимо жилого дома, его замечает сенбернар Куджо. Спасаясь от пса и едва не попав под «Plymouth Fury» красного цвета, кот запрыгивает в грузовик и уезжает.
«Корпорация „Бросайте Курить“»
Кот попадает в город Нью-Йорк. Гуляя по городу, он замечает манекен девочки, выставленный в витрине магазина, от которого «отделяется» эфирное тело и просит кота о помощи: «..он идет за мной, найди его..» В этот момент кота подбирает мужчина и забирает с собой. Выясняется, что это помощник доктора-маньяка Винни Донати, специализирующегося на излечении никотиновой зависимости.
Дик Моррисон, пытаясь бросить курить, приходит в корпорацию Донати. Доктор предупреждает Дика, что если он закурит снова, то его жена будет похищена и подвергнется пытке — будет танцевать на его глазах в прозрачной кабинке с полом, дающим электрические разряды. Для пущей убедительности садист Донати наглядно демонстрирует это на несчастном коте, вдобавок сообщив, что после повторной попытки закурить в кабинке окажется дочь Моррисона, а если и это не подействует, то жену Дика изнасилует опасный маньяк. Если же и последний аргумент не возымеет действия, то сам Дик Моррисон, говорит доктор, попрощается с жизнью. Дику это поначалу кажется злой шуткой, однако встреченный им в холле корпорации рыдающий немолодой мужчина, к которому приводят жену, находящуюся в состоянии шока, заставляет его насторожиться. Слова доктора не выходят у него из головы, и вскоре он замечает, что за ним действительно следят помощники Донати.
Стоя в пробке перед разводящимся мостом, Дик случайно находит в бардачке машины пачку сигарет. Уверенный в том, что его никто не видит, Дик нервно выкуривает сигарету. За этим делом его замечает один из помощников доктора. Дома Дик узнаёт о пропаже жены и спешно приезжает к доктору, который заставляет его смотреть сквозь полупрозрачное стекло кабины на танцующую от разрядов тока супругу. Во время вспыхнувшей суматохи кот сбегает из своей клетки. После того, как запуганный Моррисон окончательно и бесповоротно бросает курить, доктор угрожает ему, что если Дик расскажет о его методах, а также о выдаваемых бывшим курильщикам нелегальных препаратах для похудения, его жене уже отрежут палец на руке.
Спустя некоторое время Дика приглашает на ужин его друг, избавившийся уже от вредной привычки. Когда Дик поднимает бокал в честь него, он с ужасом замечает, что у жены друга отсутствует половина мизинца.
Освободившийся кот запрыгивает на баржу, покидающую Нью-Йорк.
«Карниз»
Кот оказывается в городе Атлантик-Сити. Местный мафиози Кресснер во время игры в лотерею заключает пари, что замеченная им на противоположной стороне оживленной улицы бездомная кошка перейдёт дорогу и не угодит под машину. Кот переходит дорогу невредимым, после чего выигравший деньги Кресснер забирает его к себе домой. Выясняется, что он узнал о молодом любовнике своей жены, теннисисте Джонни Норрисе, заключив с ним жестокое пари. Провинившийся Норрис должен пройти по узкому карнизу вокруг огромного небоскрёба, иначе он обвинит его перед полицией в незаконном хранении наркотиков, которые подложил в его автомобиль. В случае же выполнения пари Кресснер обещает Норрису не только немалые деньги, но и собственную супругу. Догадываясь, что Кресснер блефует, Норрис не желает рисковать своей жизнью, но преступники не оставляют ему выбора.
С огромным трудом, преодолевая постоянные помехи, чинимые ему мафиози, пройдя по карнизу и едва не свалившись после неожиданной атаки клевавшего его ногу настырного голубя, Джонни возвращается в квартиру Кресснера. Вместо награды мафиози вручает Норрису отрубленную голову любимой. Разгневанный Джонни завладевает оружием и убивает охранника Кресснера. Несмотря на уговоры последнего, теннисист заставляет мафиози самого встать на карниз и пройти по нему таким же путем вдоль здания. Не выдержав нападения птицы, Кресснер падает вниз.
Кот благополучно сбегает из здания.
«Генерал»
Добравшись до города Уилмингтон, кот выпрыгивает из кузова пикапа и заходит в стоящий в лесу дом, где живёт обычная семья. Маленькая Аманда оказывается той самой «девочкой из манекена», которая просила о помощи. Увидев кота, она тут же оставляет его себе, дав ему имя Генерал. Но родители встречают нового питомца довольно прохладно, напомнив Аманде поверье о том, что «кошки забирают у детей дыхание».
Выясняется, что в доме Аманды появляется из стены маленький злобный тролль, который хочет убить девочку, забрав её душу, но Генерал каждый раз этому препятствует. После очередного ночного инцидента, тролль съедает попугая девочки. Мать не воспринимает жалобы дочери всерьёз и отвозит кота к ветлечебницу для усыпления, заявив дочке, что животное «сбежало».
Той же ночью коварный тролль вылезает из стены и подбирается к детской кроватке. Но Генералу удаётся вырваться из клетки, обманув смотрителя приюта, и вовремя добежать до дома Аманды. Взобравшись по ветке дерева до приоткрытого окна, кот нападает на монстра, и в ходе завязавшейся схватки забрасывает его во вращающиеся лопасти вентилятора, которые секут тролля на куски. Ворвавшиеся на шум в комнату родители поначалу пытаются поймать животное, но замечают в вентиляторе окровавленные останки монстра. Поняв, что кот спас дочку от верной гибели, они позволяют ему, наконец, остаться с ней навсегда.

## Премьера и отзывы
Премьерный показ фильма «Кошачий глаз» прошёл в США 12 апреля 1985 года. В американском прокате картина собрала 13086298 долларов.
Фильм собрал многочисленные отзывы кинокритиков.
Роджер Эберт дал фильму три звезды из четырёх и написал: «Стивен Кинг, кажется, прокладывает себе путь через справочники человеческих фобий, и „Кошачий глаз“ — один из его самых эффективных фильмов».
Винсент Кэнби в статье в газете The New York Times назвал фильм «лучшей экранизацией любой работы Кинга со времен „Кэрри“ Брайана Де Пальмы» и «популярным фильмом чрезвычайно умного, стильного и приносящего удовлетворение порядка».
Журнал Variety писал: «Эти три истории просто не связаны, и попытки объединить их никогда не сработают. Тем не менее, отличный талантливый актёрский состав изо всех сил постарался это сделать».
Джин Сискел в Chicago Tribune поставил фильму две с половиной звезды из четырёх и написал, что вступительная история «настолько забавна и свежа, что испытываешь шок и разочарование, когда видишь, что она заканчивается через полчаса. Вторая короткометражная история фильма настолько скучна, насколько это возможно. Новелла номер три довольно забавная. Всё это в совокупности дает зрелищность выше среднего, которая, увы, ужасно провисает в середине».
Кевин Томас в статье в Los Angeles Times заявил, что «спецэффекты фильма безупречны, а производственный замысел Джорджо Постильоне тщательный и вдохновенный. Однако именно хорошо узнаваемые персонажи, а также энергичная, стильная режиссура Тига и превосходная операторская работа Кардиффа заставляют этот замысел работать».
Пол Аттанасио в The Washington Post написал, что все истории «повторяют одну и ту же формулу», но средняя была «самой забавной из-за присутствия несравненного Кеннета Макмиллана», который «играет здесь с добродушным юмористическим пародированием, напоминающим Джеки Глисона».
Ким Ньюман в The Monthly Film Bulletin считает, что фильм «был бы некачественным даже в качестве одной из антологий формулы дружбы 60-х и 70-х», добавив: «Несмотря на несколько хороших постановок (Джеймс Вудс, Кеннет Макмиллан), фильм, как и предшествовавшее ему шоу ужасов, постоянно подводят слабые концовки, которые Кинг использует в своих многообещающих рассказах».
На Rotten Tomatoes рейтинг фильма составил 70 % на основе 30 рецензий. Мнение критиков гласит: «Эффективная, хотя и заведомо глупая антология Стивена Кинга, сочетающая комедию и ужас».
На Metacritic фильм получил оценку 70 % на основе отзывов 12 критиков.
Американский писатель-фантаст Нил Гейман написал рецензию на «Кошачий глаз» для журнала «Imagine», заявив, что это «Забавный, страшный и один из лучших фильмов Кинга на сегодняшний день».
Фильм был выпущен на VHS в 1985 году компанией Key Video, а позже на DVD Warner Home Video в 2002 году.